# 20689 Чжуюаньчень
20689 Чжуюаньчень (20689 Zhuyuanchen) — астероїд головного поясу, відкритий 4 листопада 1999 року.
Тіссеранів параметр щодо Юпітера — 3,305.